# Omolabus spinicollis
Omolabus spinicollis es una especie de coleóptero de la familia Attelabidae.

## Distribución geográfica
Habita en la Guayana Francesa (América).